# 番汉合时掌中珠

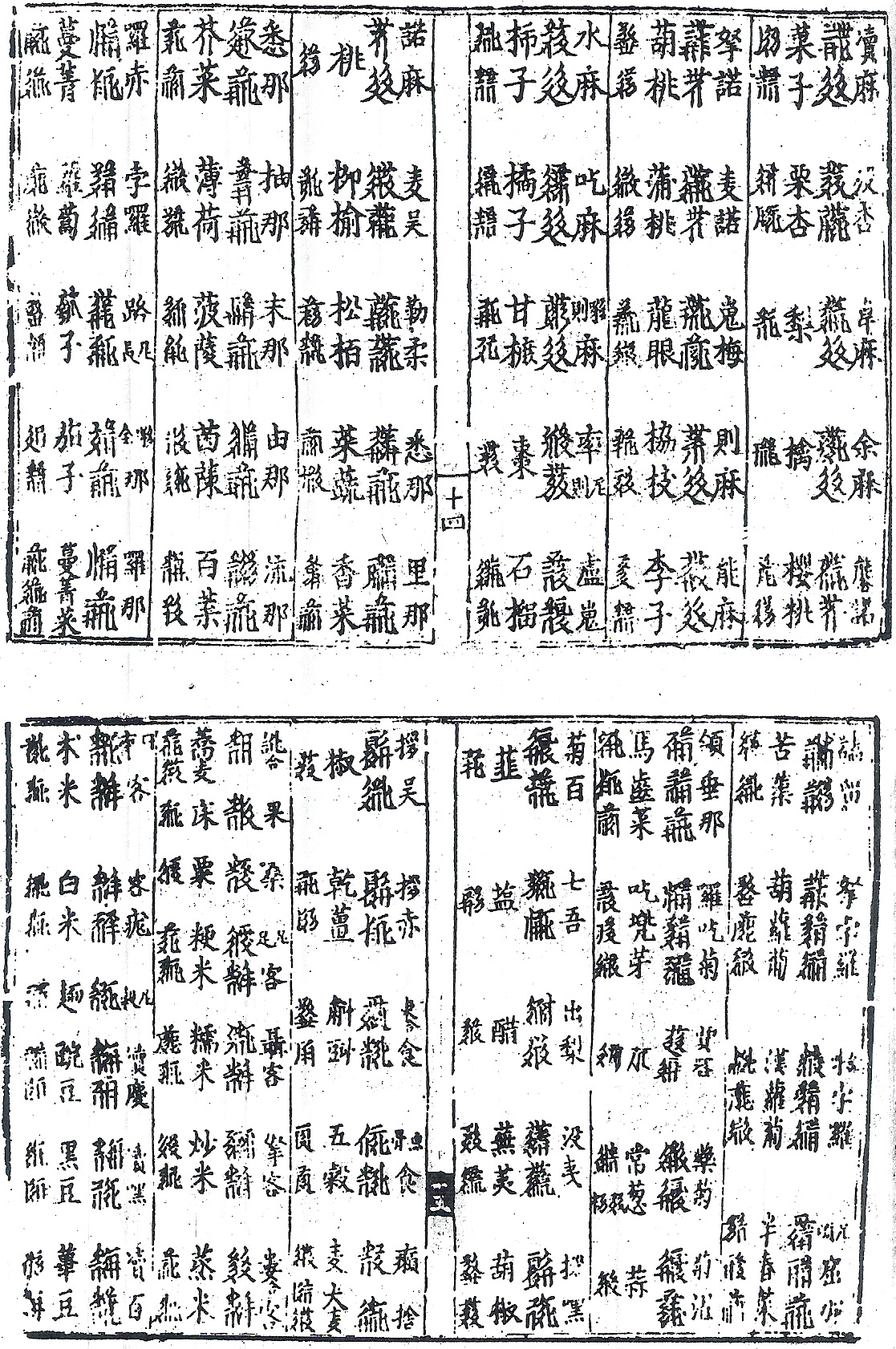
番汉合时掌中珠其中一頁

《番汉合時掌中珠》（西夏文：𗼇𘂜𗟲𗿳𗖵𘃎𘇂𗊏）是一本西夏文和汉语双解词典，由西夏人骨勒茂才在西夏仁宗乾祐二十一年（1190年）编写刊行。

## 出土经过
该书于1909年由俄国探险家彼得·库兹米奇·科兹洛夫在中国内蒙古额济纳旗出土，随同大量其他文物被运回俄国，后被俄国著名汉学家、圣彼得堡大学教授伊凤阁发现其价值并收藏。
1912年，中国学者罗振玉首次从伊凤阁处得知此书，借得十页后影印出版。1922年罗振玉在天津再次会见伊凤阁，方才得见全文，于是命其子罗福成抄录刊行。
比利时汉学家呂光東于1970年代末访问苏联时，拍摄到了全本《番汉合时掌中珠》。1982年，陆宽田在美国出版全部影印原件。该书终于得见天日。

## 内容体例

书中附录的六字真言

该书全书共37页，蝴蝶装，为木刻雕版印刷。书前有序言，序言有西夏文和汉文两种，内容相同。谓“不学番言，则岂和番人之众；不会汉语，则岂入汉人之数。”表明本书目的在于便于西夏人和汉人互相学习对方语言。
该书中共收录词语414条，按三才分为九类：天体、天相、天变、地体、地相、地用、人体、人相、人事。其中人事类包含最广，占到全部篇幅的一半。最后一页附录是西夏文和汉字对照的六字真言咒轮。
该书每一词语并列四项，自右向左为西夏文汉字注音、西夏文、汉文、汉文西夏文字注音。该书对解读已经失传的西夏语有着十分重要的意义。

## 相關詞條
- 《同音》
- 《文海 (西夏韻書)》
- 《文海寶韻》
- 《五音切韻》